# Indianapolis 500 2006
Indianapolis 500 2006 – 90. edycja wyścigu rozegranego na torze Indianapolis Motor Speedway odbyła się 28 maja 2006 roku w ramach serii IndyCar. Udział w nim wzięło 33 kierowców z 9 krajów.

## Ustawienie na starcie
| Linia | Wewnątrz | Wewnątrz             | Na środku | Na środku             | Na zewnątrz | Na zewnątrz         |
| ----- | -------- | -------------------- | --------- | --------------------- | ----------- | ------------------- |
| 1     | 6        | Sam Hornish Jr.      | 3         | Hélio Castroneves (W) | 10          | Dan Wheldon (W)     |
| 2     | 9        | Scott Dixon          | 11        | Tony Kanaan           | 4           | Vítor Meira         |
| 3     | 55       | Kōsuke Matsuura      | 8         | Scott Sharp           | 26          | Marco Andretti (R)  |
| 4     | 16       | Danica Patrick       | 2         | Tomas Scheckter       | 20          | Ed Carpenter        |
| 5     | 1        | Michael Andretti     | 15        | Buddy Rice (W)        | 90          | Townsend Bell (R)   |
| 6     | 7        | Bryan Herta          | 27        | Dario Franchitti      | 52          | Max Papis           |
| 7     | 51       | Eddie Cheever (W)    | 91        | P. J. Chesson (R)     | 14          | Felipe Giaffone     |
| 8     | 92       | Jeff Bucknum         | 41        | Larry Foyt            | 21          | Jaques Lazier       |
| 9     | 5        | Buddy Lazier (W)     | 17        | Jeff Simmons          | 31          | Al Unser Jr. (W)    |
| 10    | 12       | Roger Yasukawa       | 88        | Airton Daré           | 97          | Stephan Gregoire    |
| 11    | 61       | Arie Luyendyk Jr (R) | 98        | P. J. Jones           | 18          | Thiago Medeiros (R) |

- (W) = wygrał w przeszłości Indianapolis 500
- (R) = pierwszy start w Indianapolis 500

Wszyscy kierowcy zgłoszeni do zawodów zakwalifikowali się do wyścigu.

## Wyścig
| P                                               | Start                           | Nr                              | Kierowca                        | N                               | Okrążeń                         | NP                                                          | Czas/Powód wycofania                                        | Zespół                                                      | Punkty                                                      |
| ----------------------------------------------- | ------------------------------- | ------------------------------- | ------------------------------- | ------------------------------- | ------------------------------- | ----------------------------------------------------------- | ----------------------------------------------------------- | ----------------------------------------------------------- | ----------------------------------------------------------- |
| 1                                               | 1                               | 6                               | Sam Hornish Jr.                 | D                               | 200                             | 19                                                          | 3:10:58.7590                                                | Penske Racing                                               | 50                                                          |
| 2                                               | 9                               | 26                              | Marco Andretti (R)              | D                               | 200                             | 2                                                           | +0.0635                                                     | Andretti Green Racing                                       | 40                                                          |
| 3                                               | 13                              | 1                               | Michael Andretti                | D                               | 200                             | 4                                                           | +1.0087                                                     | Andretti Green Racing                                       | 35                                                          |
| 4                                               | 3                               | 10                              | Dan Wheldon                     | D                               | 200                             | 148                                                         | +1.2692                                                     | Chip Ganassi Racing                                         | 32+3                                                        |
| 5                                               | 5                               | 11                              | Tony Kanaan                     | D                               | 200                             | 12                                                          | +1.6456                                                     | Andretti Green Racing                                       | 30                                                          |
| 6                                               | 4                               | 9                               | Scott Dixon                     | D                               | 200                             | 6                                                           | +3.0566                                                     | Chip Ganassi Racing                                         | 28                                                          |
| 7                                               | 17                              | 27                              | Dario Franchitti                | D                               | 200                             | 0                                                           | +5.6249                                                     | Andretti Green Racing                                       | 26                                                          |
| 8                                               | 10                              | 16                              | Danica Patrick                  | P                               | 200                             | 0                                                           | +5.7263                                                     | Rahal Letterman Racing                                      | 24                                                          |
| 9                                               | 8                               | 8                               | Scott Sharp                     | D                               | 200                             | 0                                                           | +11.1252                                                    | Fernandez Racing                                            | 22                                                          |
| 10                                              | 6                               | 4                               | Vítor Meira                     | D                               | 200                             | 0                                                           | +17.9554                                                    | Panther Racing                                              | 20                                                          |
| 11                                              | 12                              | 20                              | Ed Carpenter                    | D                               | 199                             | 0                                                           | +1 okrążenie                                                | Vision Racing                                               | 19                                                          |
| 12                                              | 25                              | 5                               | Buddy Lazier                    | D                               | 199                             | 0                                                           | +1 okrążenie                                                | Dreyer & Reinbold Racing                                    | 18                                                          |
| 13                                              | 19                              | 51                              | Eddie Cheever                   | D                               | 198                             | 0                                                           | +2 okrążenia                                                | Team Cheever                                                | 17                                                          |
| 14                                              | 18                              | 52                              | Max Papis                       | D                               | 197                             | 0                                                           | +3 okrążenia                                                | Team Cheever                                                | 16                                                          |
| 15                                              | 7                               | 55                              | Kōsuke Matsuura                 | D                               | 196                             | 0                                                           | +4 okrążenia                                                | Super Aguri Fernandez Racing                                | 15                                                          |
| 16                                              | 28                              | 12                              | Roger Yasukawa                  | P                               | 194                             | 0                                                           | +6 okrążeń                                                  | Playa Del Racing                                            | 14                                                          |
| 17                                              | 24                              | 21                              | Jaques Lazier                   | P                               | 193                             | 0                                                           | +7 okrążeń                                                  | Playa Del Racing                                            | 13                                                          |
| 18                                              | 29                              | 88                              | Airton Daré                     | P                               | 193                             | 0                                                           | +7 okrążeń                                                  | Sam Schmidt Motorsports                                     | 12                                                          |
| 19                                              | 32                              | 98                              | P. J. Jones                     | P                               | 189                             | 0                                                           | +11 okrążeń                                                 | Team Leader Motorsports                                     | 12                                                          |
| 20                                              | 16                              | 7                               | Bryan Herta                     | D                               | 188                             | 0                                                           | +12 okrążeń                                                 | Andretti Green Racing                                       | 12                                                          |
| 21                                              | 21                              | 14                              | Felipe Giaffone                 | D                               | 177                             | 0                                                           | Wypadek                                                     | A.J. Foyt Enterprises                                       | 12                                                          |
| 22                                              | 15                              | 90                              | Townsend Bell (R)               | D                               | 161                             | 0                                                           | Zawieszenie                                                 | Vision Racing                                               | 12                                                          |
| 23                                              | 26                              | 17                              | Jeff Simmons                    | P                               | 152                             | 0                                                           | Wypadek                                                     | Rahal Letterman Racing                                      | 12                                                          |
| 24                                              | 27                              | 31                              | Al Unser Jr.                    | D                               | 145                             | 0                                                           | Wypadek                                                     | Dreyer & Reinbold Racing                                    | 12                                                          |
| 25                                              | 2                               | 3                               | Hélio Castroneves               | D                               | 109                             | 9                                                           | Wypadek                                                     | Penske Racing                                               | 10                                                          |
| 26                                              | 14                              | 15                              | Buddy Rice                      | P                               | 108                             | 0                                                           | Wypadek                                                     | Rahal Letterman Racing                                      | 10                                                          |
| 27                                              | 11                              | 2                               | Tomas Scheckter                 | D                               | 65                              | 0                                                           | Wypadek                                                     | Vision Racing                                               | 10                                                          |
| 28                                              | 31                              | 61                              | Arie Luyendyk Jr (R)            | P                               | 54                              | 0                                                           | Złe prowadzenie                                             | Luyendyk Racing                                             | 10                                                          |
| 29                                              | 30                              | 97                              | Stephan Gregoire                | P                               | 49                              | 0                                                           | Złe prowadzenie                                             | Team Leader Motorsports                                     | 10                                                          |
| 30                                              | 23                              | 41                              | Larry Foyt                      | D                               | 43                              | 0                                                           | Złe prowadzenie                                             | A.J. Foyt Enterprises                                       | 10                                                          |
| 31                                              | 33                              | 18                              | Thiago Medeiros (R)             | P                               | 24                              | 0                                                           | Elektryka                                                   | PDM Racing                                                  | 10                                                          |
| 32                                              | 22                              | 92                              | Jeff Bucknum                    | D                               | 1                               | 0                                                           | Wypadek                                                     | Hemelgarn Racing                                            | 10                                                          |
| 33                                              | 20                              | 91                              | P. J. Chesson (R)               | D                               | 1                               | 0                                                           | Wypadek                                                     | Hemelgarn Racing                                            | 10                                                          |
| P                                               | Start                           | Nr                              | Kierowca                        | N                               | Okrążeń                         | NP                                                          | Czas/Powód wycofania                                        | Zespół                                                      | Punkty                                                      |
| Zmiany na prowadzeniu: 14 pomiędzy 7 kierowcami |                                 |                                 |                                 |                                 |                                 |                                                             |                                                             |                                                             |                                                             |
| Neutralizacje: 5 (44 okrążenia)                 |                                 |                                 |                                 |                                 |                                 |                                                             |                                                             |                                                             |                                                             |
| *N Nadwozia: D=Dallara, P=Panoz                 | *N Nadwozia: D=Dallara, P=Panoz | *N Nadwozia: D=Dallara, P=Panoz | *N Nadwozia: D=Dallara, P=Panoz | *N Nadwozia: D=Dallara, P=Panoz | *N Nadwozia: D=Dallara, P=Panoz | Wszystkie samochody używały silników Hondy i opon Firestone | Wszystkie samochody używały silników Hondy i opon Firestone | Wszystkie samochody używały silników Hondy i opon Firestone | Wszystkie samochody używały silników Hondy i opon Firestone |
| *NP – liczba okrążeń na prowadzeniu             |                                 |                                 |                                 |                                 |                                 |                                                             |                                                             |                                                             |                                                             |